# 7 februarie
ianuarie • februarie • martie  • aprilie  • mai  • iunie  • iulie  • august  • septembrie  • octombrie  • noiembrie  • decembrie
7 februarie este a 38-a zi a calendarului gregorian. Mai sunt 327 de zile până la sfârșitul anului (328 de zile în anii bisecți).

## Evenimente

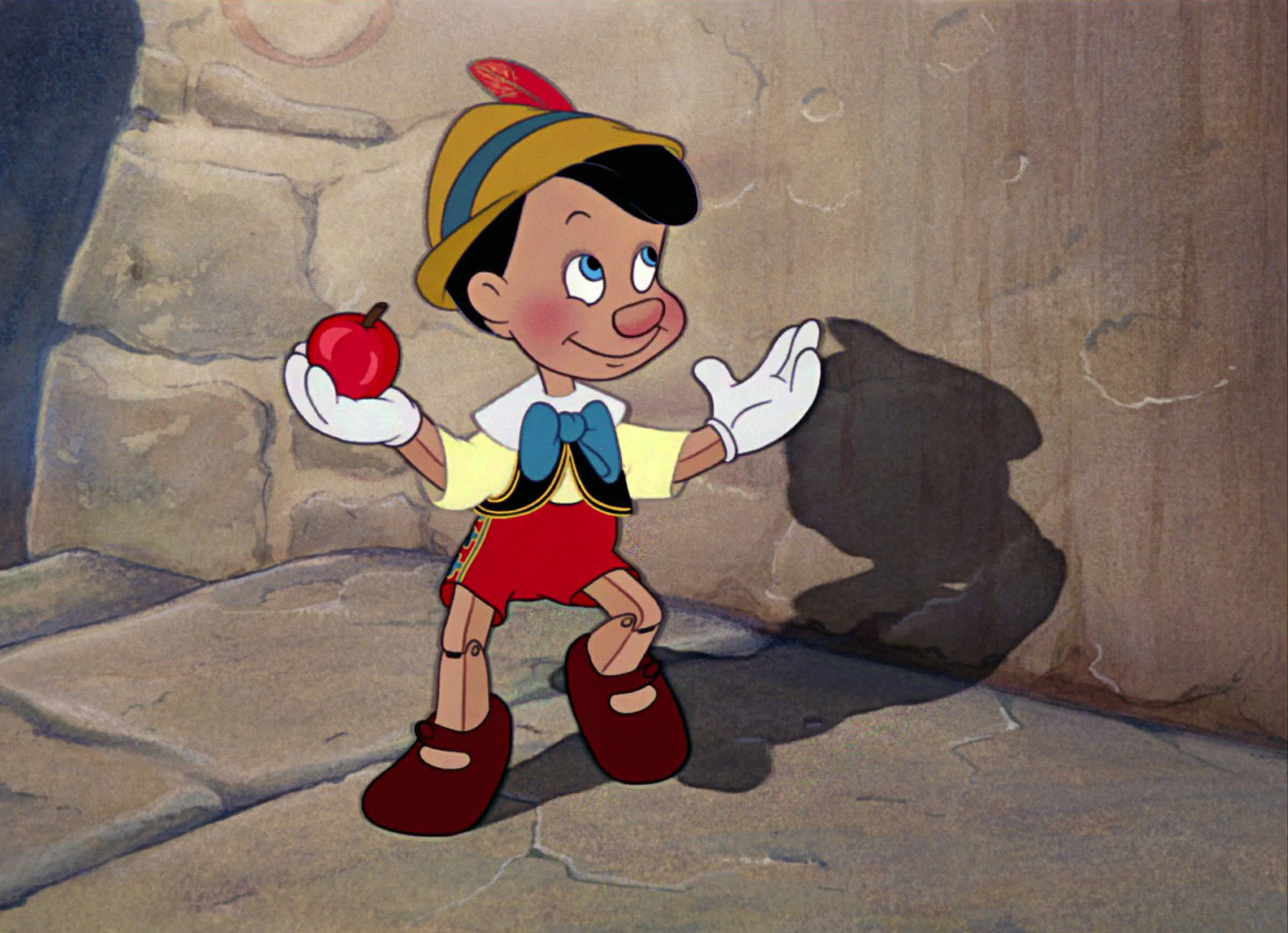
1940: Premiera celui de-al doilea film animat Walt Disney, Pinocchio.

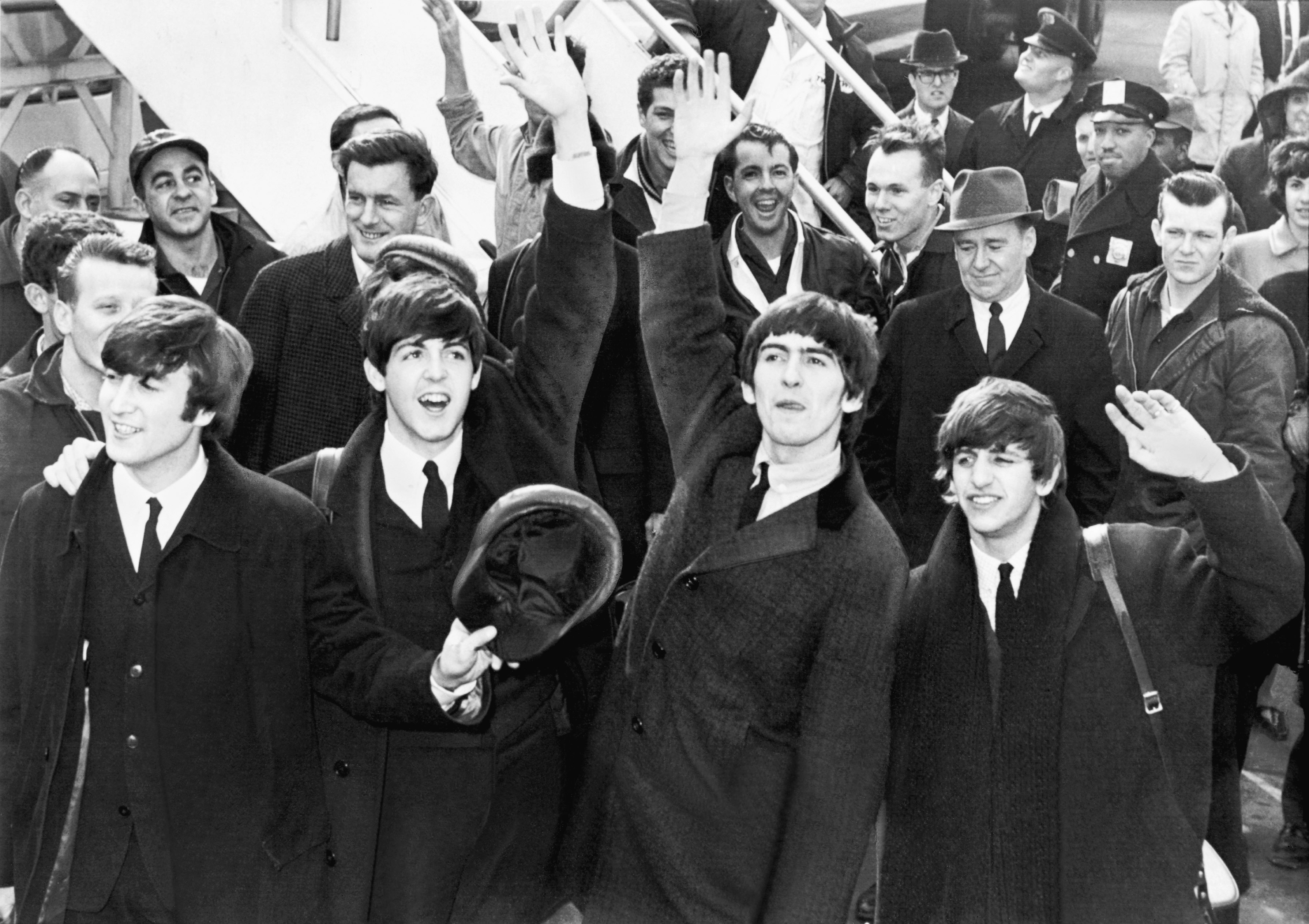
1964: Trupa The Beatles începe primul turneu în Statele Unite; fotografie de la sosirea pe aeroportul JFK.

1979: Datorită orbitei sale excentrice, planeta pitică Pluto intră într-o fază temporară care durează până la 11 februarie 1999, în care este mai aproape de Soare decât planeta Neptun.

- 0457: Leon I devine împărat al Imperiului Roman de Răsărit.[1] Încoronarea este făcută pentru prima dată de către Patriarhul Constantinopolului.
- 1301: Edward de Caernarvon (mai târziu regele Eduard al II-lea al Angliei) a devenit primul Prinț de Wales al Angliei.[2]
- 1510: S-a încheiat, la Iași, tratatul de pace între domnul Moldovei, Bogdan al III-lea și regele Poloniei, Sigismund I cel Bătrân.
- 1550: Iuliu al III-lea devine papă.
- 1613: Mihail Romanov devine țar al Rusiei.
- 1741: A apărut "Marele Hrisov al lui Constantin Mavrocordat" ce stabilește o serie de reforme fiscale și administrative în Țara Românească. Textul a fost publicat în ziarul "Mercure de France", în iulie 1742.
- 1831: A fost promulgată Constituția Belgiei, considerată a fi cea mai democratică din Europa acelei vremi.
- 1873: În ședința parlamentului de la Budapesta, deputatul Gheorghe Pop de Băsești arăta necesitatea construirii unui drum de fier în ținutul Sălajului. Pe 23 decembrie 1887 va avea loc deschiderea liniei de cale ferată Carei - Zalău.
- 1895: Comitetul de conducere al ASTREI decide elaborarea și publicarea "Enciclopediei române". Lucrarea a apărut în 3 volume, între anii 1898-1904.
- 1898: Afacerea Dreyfus: Scriitorul Émile Zola este judecat pentru calomnie pentru publicarea J'accuse.[3]
- 1904: Un incendiu de proporții a distrus peste 1500 de clădiri, în Baltimore, SUA.[4]
- 1929: România ratifică Tratatul multilateral pentru renunțarea la război ca instrument de politică (Pactul Briand–Kellog).
- 1929: Încep cursurile de limbă germană la Radiodifuziunea Română, predate prin sistemul linguaphon.
- 1935: Stroe și Vasilache, celebrul cuplu de comici, prezintă în premieră "Bing Bang" – primul film sonor realizat la București, cu o aparatură construită de inginerul român Gartenberg Argani.
- 1940: Premiera celui de-al doilea film animat Walt Disney, Pinocchio.[5]
- 1953: Frontul Plugarilor se autodizolvă.
- 1956: Stabilirea de relații diplomatice între România și Uniunea Myanmar (Birmania).
- 1962: Statele Unite interzic toate importurile și exporturile cubaneze.
- 1964: Celebra trupă britanică The Beatles efectuează primul turneu în SUA.
- 1971: În Elveția, printr-un referendum cu o participare de 58% în care 66% au răspuns „da”, este aprobată introducerea dreptului de vot pentru femei la nivel federal.
- 1974: Grenada și-a proclamat independența față de Regatul Unit.
- 1979: Datorită orbitei sale excentrice, planeta pitică Pluto intră într-o fază temporară care durează până la 11 februarie 1999, în care este mai aproape de Soare decât planeta Neptun.
- 1987: Un nou decret al Consiliului de Stat impune măsuri pentru raționalizarea consumului de gaze naturale și energie electrică, însoțite de tarife punitive pentru depășirea consumurilor insuficiente stabilite pentru populație.
- 1992: În baza Tratatului de la Maastricht s-a constituit Uniunea Europeană.[6]
- 1998: Jocurile Olimpice de Iarnă se deschid la Nagano, Japonia.
- 1999: Centrul sportiv olimpic Zetra, din Bosnia și Herțegovina, refăcut după serioasele stricăciuni din timpul războiului, este deschis oficial de către președintele Comitetului Olimpic, Juan Antonio Samaranch, pentru a marca a XV-a aniversare a Jocurilor Olimpice de Iarnă de la Sarajevo.
- 1999: Prințul Moștenitor Abdullah devine rege al Iordaniei după decesul tatălui său, regele Hussein.
- 2001: A avut loc cea de-a 51-a ediție a Festivalului internațional de film de la Berlin - Berlinala.
- 2003: Irakul acuză Statele Unite că își folosesc tehnologiile avansate pentru a falsifica dovezile prezentate în Consiliul de Securitate al ONU.
- 2016: Coreea de Nord lansează Kwangmyŏngsŏng-4 în spațiul cosmic, încălcând mai multe tratate ONU și provocând condamnări din întreaga lume.

## Nașteri
- 1478: Thomas Morus, savant umanist englez, unul dintre întemeietorii socialismului utopic (d. 1535)
- 1676: Mechitar de Sebastia, călugăr armean, fondatorul mănăstirii San Lazzaro degli Armeni din Veneția (d. 1749)
- 1688: Marie Louise de Hesse-Kassel, Prințesă consort de Orania (d. 1765)
- 1693: Împărăteasa Ana a Rusiei (d. 1740)
- 1777: Dinicu Golescu, cărturar și memorialist român (d. 1830)
- 1810: José Balaca, pictor spaniol (d. 1869)

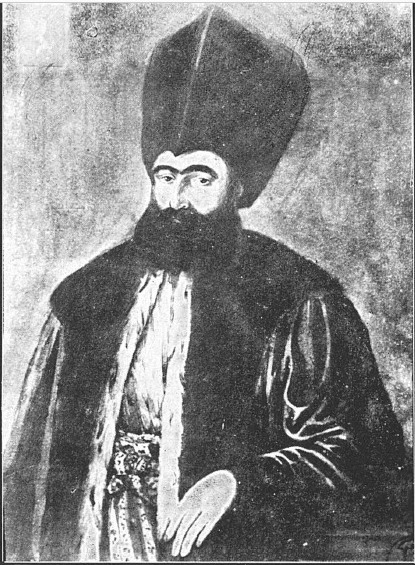
Dinicu Golescu, cărturar și memorialist român
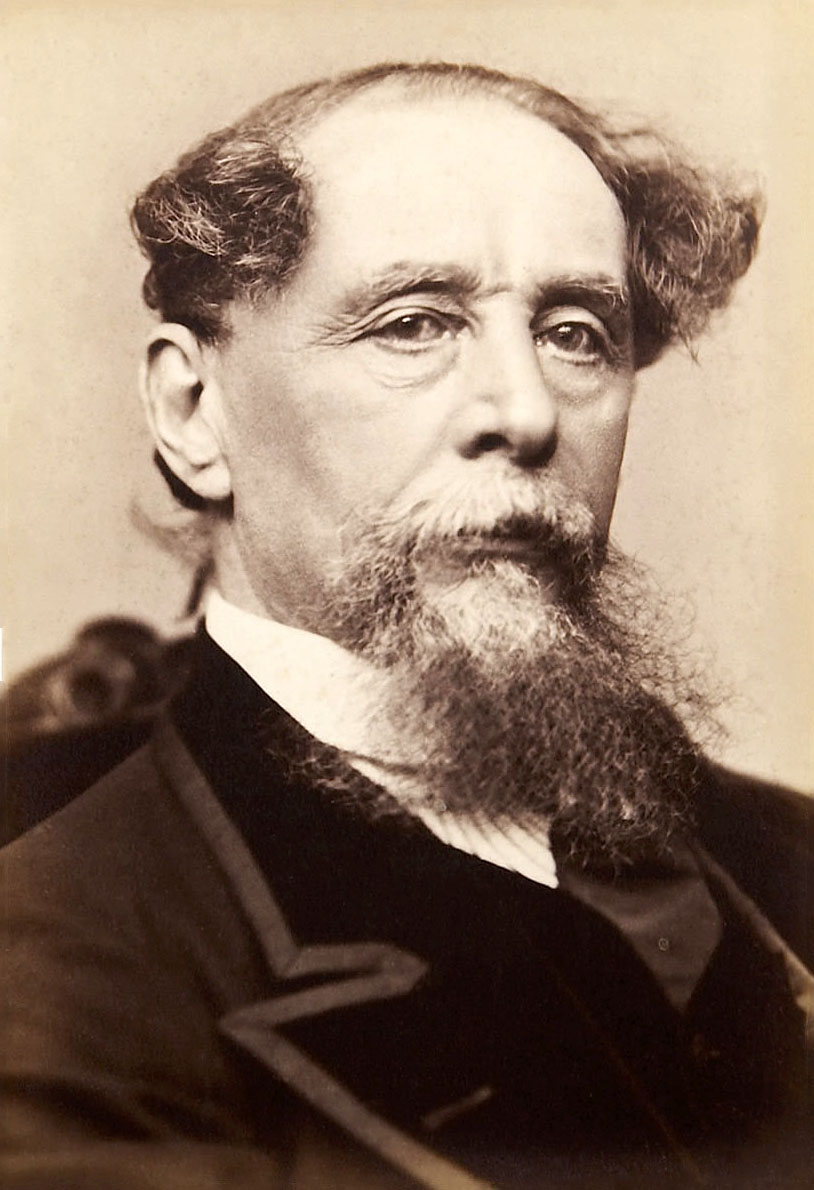
Charles Dickens, scriitor englez
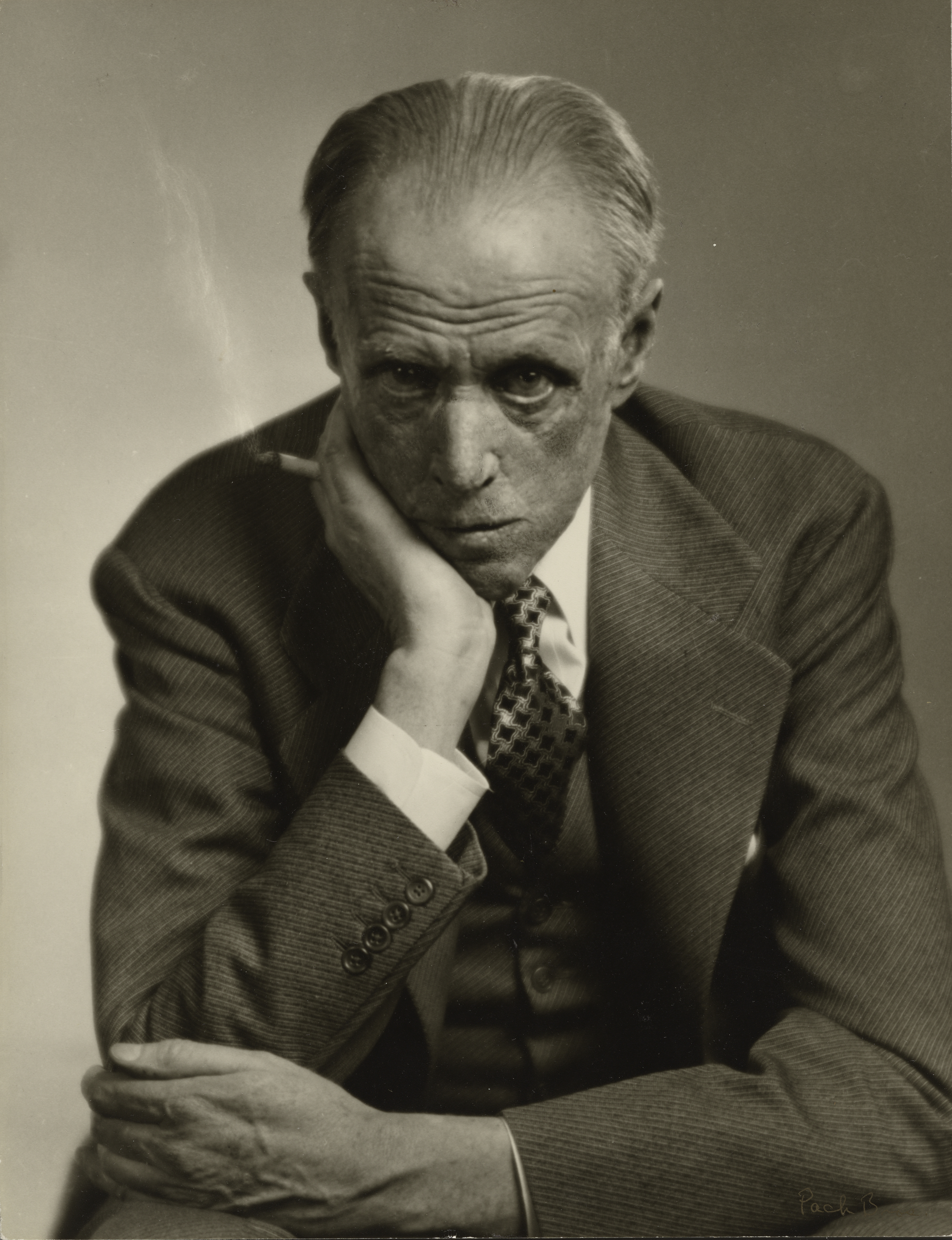
Sinclair Lewis, scriitor american, laureat Nobel

- 1812: Charles Dickens, scriitor englez (d. 1870)
- 1825: Francisco Augusto Metrass, pictor portughez (d. 1861)
- 1836: Josep Tapiró Baró, pictor spaniol (d. 1913)
- 1837: José Jiménez Aranda, pictor spaniol (d. 1903)
- 1852: Ricardo de Madrazo, pictor spaniol (d. 1917)
- 1862: Maria Cunțan, poetă română (d. 1935)
- 1870: Alfred Adler, psihiatru austriac (d. 1937)
- 1875: Nectarie Cotlarciuc, arhiepiscop ortodox al Cernăuților și mitropolit al Bucovinei (1924-1935), (d. 1935)
- 1885: Sinclair Lewis, scriitor american, laureat al Premiului Nobel (1930), (d. 1951)
- 1889: Harry Nyquist, inginer electrotehnist și fizician american de origine suedeză (d. 1976)
- 1915: Teoctist Arăpașu, patriarh al Bisericii Ortodoxe Române (1986-2007) (d. 2007)
- 1926: Konstantin Feoktistov, cosmonaut sovietic (d. 2009)

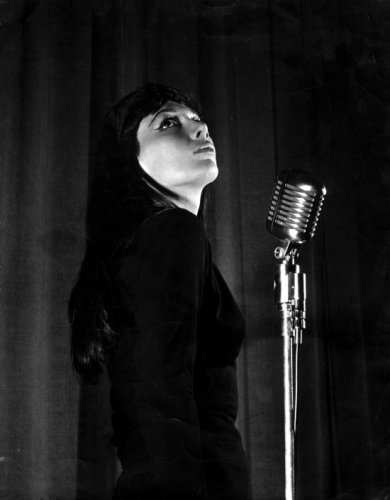
Juliette Gréco, cântăreață franceză
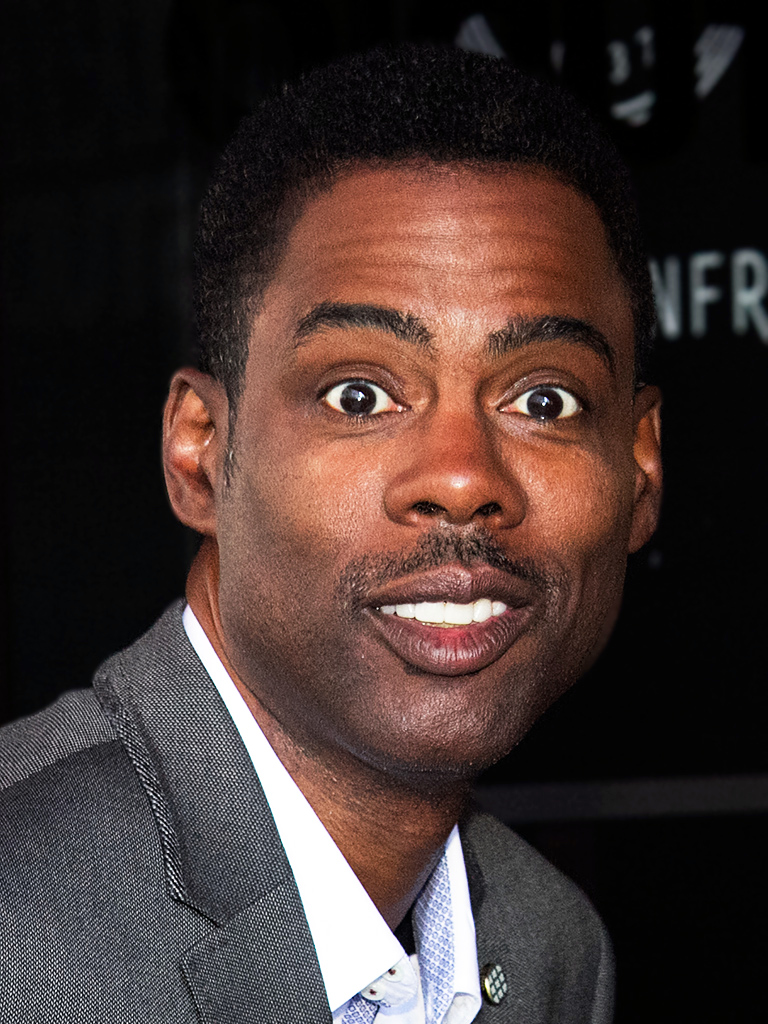
Chris Rock, actor, comedian american
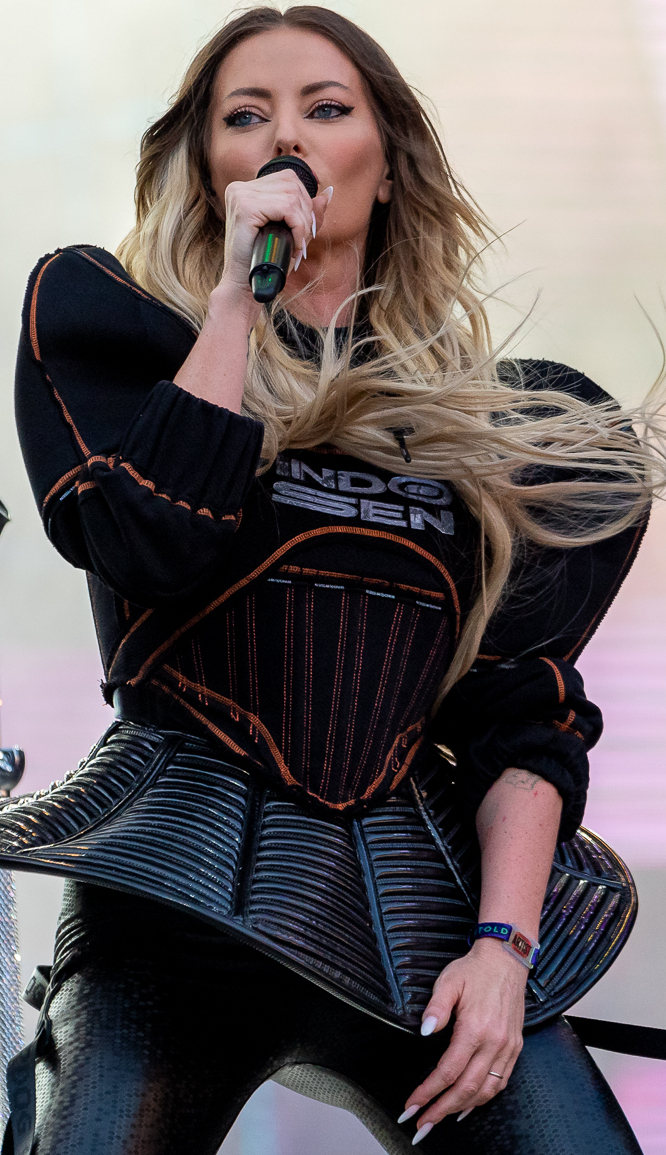
Delia Matache, cântăreață română

- 1927: Juliette Gréco, cântăreață și actriță franceză (d. 2020)
- 1932: Dan Hăulică, critic literar și artă român (d. 2014)
- 1932: Ion Acsan, poet și traducător român (d. 2013)
- 1934: Florin Mugur, prozator și eseist român (d. 1991)
- 1951: Patrick Allen, om de stat jamaican, guvernator general al Jamaicăi
- 1954: Dieter Bohlen, compozitor și producător german (Modern Talking, Blue System)
- 1956: Nicolae Iliescu, prozator român
- 1965: Chris Rock, actor, producător de televiziune, scenarist și regizor american
- 1967: Nicolae Ciucă, al 70-lea prim-ministru al României
- 1979: Tawakkul Karman, politiciană și activistă din Yemen, laureată Nobel
- 1982: Delia Matache, cântăreață, dansatoare, compozitoare și vedetă de televiziune
- 2025: Ines a Suediei, prințesă suedeză

## Decese
- 1520: Alfonsina Orsini, soția lui Piero di Lorenzo de Medici (n. 1472)
- 1560: Bartolomeo Bandinelli, sculptor italian (n. 1493)
- 1626: Wilhelm al V-lea, Duce de Bavaria (n. 1548)
- 1736: Stephen Gray, astronom englez (n. 1666)
- 1799: Împăratul Qianlong al Chinei (n. 1711)
- 1828: Henri-François Riesener, pictor francez (n. 1767)
- 1837: Regele Gustav al IV-lea al Suediei (n. 1778)

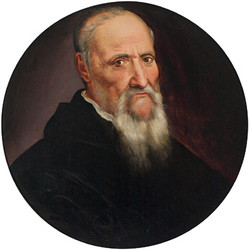
Bartolomeo Bandinelli, sculptor italian
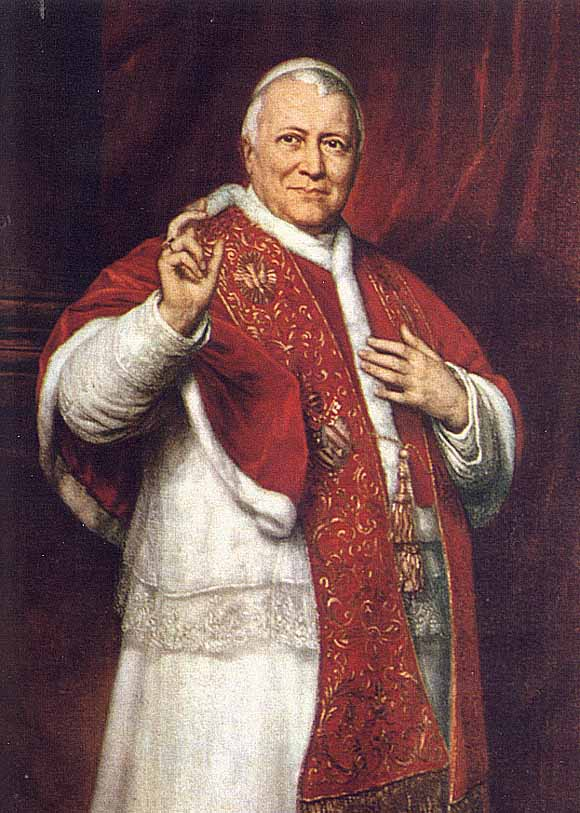
Papa Pius al IX-lea
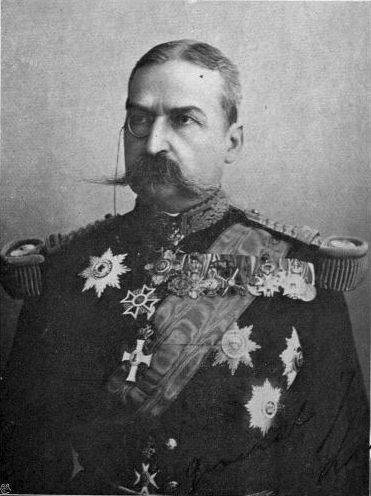
Iacob N. Lahovari, general și politician român

- 1871: Prințesa Leopoldina a Braziliei, membră a familiei imperiale braziliene (n. 1947)
- 1878: Papa Pius al IX-lea (n. 1792)
- 1881: Elisabeta de Thurn și Taxis (n. 1860)
- 1907: Iacob N. Lahovari, general și politician român (n. 1846
- 1908: Ernst I, Duce de Saxa-Altenburg (n. 1826)
- 1931: Ion Vidu, compozitor și dirijor român (n. 1863)
- 1960: Igor Kurchatov, fizician rus (n. 1903)
- 1972: Ottola Nesmith, actriță americană (n. 1889)
- 1978: Dimitrie Cuclin, compozitor, filosof, scriitor, traducător și muzicolog român (n. 1885)
- 1979: Josef Mengele, medic și criminal nazist, supranumit "Îngerul Morții", datorită experimentelor inumane din lagărul de concentrare de la Auschwitz (n. 1911)
- 1982: Mihail Drumeș, scriitor român (n. 1901)
- 1984: Constantin Macarovici, chimist și  academician român (n. 1902)
- 1996: Robert, Arhiduce de Austria-Este, al doilea fiu al împăratului Carol I al Austriei (n. 1915)
- 1999: Regele Hussein al Iordaniei (n. 1935)
- 2019: Albert Finney, actor englez (n. 1936)
- 2022: Margarita Lozano, actriță de origine spaniolă (n. 1931)
- 2022: Zbigniew Namysłowski, saxofonist, violoncelist, trombonist, pianist și compozitor polonez (n. 1939)

## Sărbători
- Sf. Partenie, episcopul Lampsacului; Cuv. Luca; Sfintii 1003 Mucenici din Nicomidia (calendar creștin-ortodox)
- Sf. Richard, rege; Apolinar (calendar romano-catolic)
- Sf. Parteniu (calendar greco-catolic)
- Grenada: Ziua națională - Aniversarea proclamării independenței (1974)